# Elfar Freyr Helgason
Elfar Freyr Helgason (ur. 27 lipca 1989 w Reykjavíku) – islandzki piłkarz, obrońca. Występuje w klubie Breiðablik UBK. W reprezentacji Islandii zadebiutował w 2011 roku.